# Cerkiew św. Sofii Mądrości Bożej w Warszawie

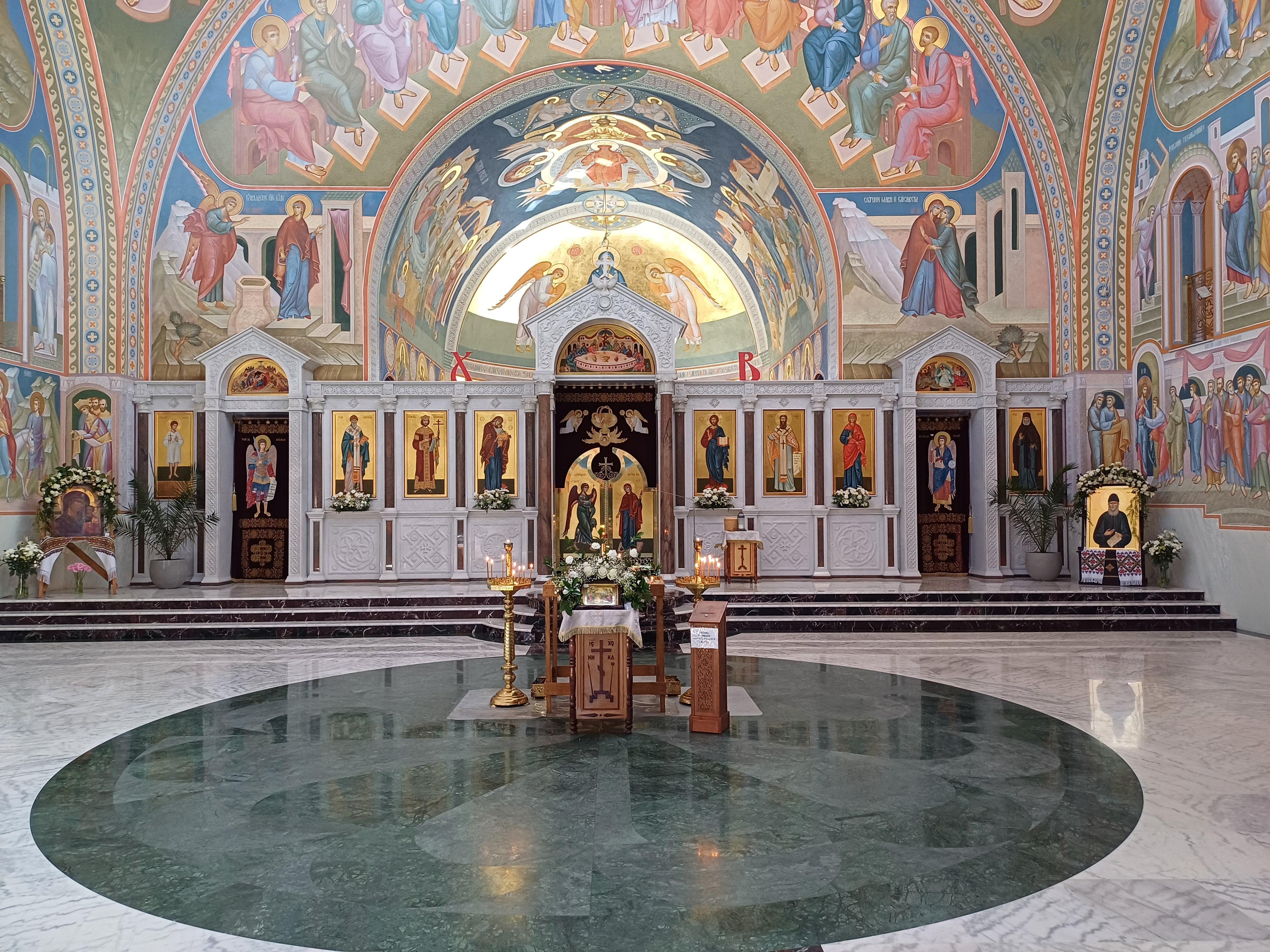
Wnętrze cerkwi

Cerkiew pod wezwaniem św. Sofii Mądrości Bożej – prawosławna cerkiew parafialna znajdująca się w Warszawie, w dekanacie Warszawa diecezji warszawsko-bielskiej Polskiego Autokefalicznego Kościoła Prawosławnego.

## Opis
Świątynia znajduje się w warszawskiej dzielnicy Ursynów, na osiedlu Jeziorki Południowe, przy ulicy Puławskiej 568. Polski Autokefaliczny Kościół Prawosławny zakupił od miasta niezabudowaną działkę pod jej budowę po otrzymaniu odszkodowania za odebraną mu po II wojnie światowej nieruchomość na Woli.
Cerkiew została zaprojektowana przez warszawskiego architekta Andrzeja Markowskiego. Jest wzorowana na konstantynopolitańskiej świątyni Hagia Sophia. Jej architektura ma przypominać o korzeniach prawosławia. Obiekt ma 36,9 m długości, 30 m szerokości, natomiast wysokość (łącznie z centralną kopułą o średnicy 16,2 m, która została pokryta miedzią) wynosi 21,6 m. Na wysokość świątyni miały wpływ przepisy dotyczące budynków znajdujących się na trasie podchodzenia do lądowania na Lotnisku Chopina. Na kopule umieszczono równoramienny krzyż, charakterystyczny dla Bizancjum. Elewację obłożono piaskowcem szydłowieckim. Ściany są ozdobione mozaikami i freskami. Świątynia posiada dwa ołtarze – boczny pod wezwaniem św. Męczennika Pantelejmona. Dzwonnica wyposażona jest w 8 dzwonów. Zgodnie z prawosławną tradycją główne wejście znajduje się od strony zachodniej, a dwa boczne – od północnej i południowej.
Cerkiew jest pierwszą zbudowaną po przeszło 100 latach wolnostojącą świątynią prawosławną w Warszawie. Jest wotum wdzięczności Bogu za dar 25-lecia demokratycznych przemian w Polsce i 90. rocznicę uzyskania autokefalii przez polski Kościół prawosławny.

## Historia
Prace przygotowawcze do wzniesienia cerkwi rozpoczęto w 2015 r. 5 grudnia tegoż roku patriarcha Konstantynopola Bartłomiej poświęcił kamień węgielny pod budowę świątyni. Ukończenie bryły cerkwi w stanie surowym planowane było na rok 2017.
19 maja 2018 r. po raz pierwszy w budowanej cerkwi była celebrowana Święta Liturgia. Tego samego dnia poświęcono i umieszczono krzyż na głównej kopule świątyni.
2 lutego 2020 r. poświęcono i umieszczono na cerkiewnej dzwonnicy 8 dzwonów. 20 września 2020 r. miało miejsce małe poświęcenie cerkwi, dokonane przez metropolitę warszawskiego i całej Polski Sawę oraz pozostałych hierarchów PAKP. Od tego dnia we wciąż jeszcze wówczas budowanej świątyni rozpoczęły się regularne nabożeństwa. 
Poświęcenie świątyni odbyło się 14 maja 2023 roku. Uroczystości przewodniczył metropolita Sawa.